# 전국시도교육감협의회
전국시도교육감협의회는 17개 광역자치단체의 시도교육감이 교육현안과 정책을 공동 논의해 중앙정부에 건의할 수 있도록 하자는 취지로 구성된 전국 협의체다. 2년 임기인 협의회장 선출은 교육감들의 합의추대 형식으로 이루어지며 관행에 따라 최고령자를 협의회장으로 선출하는 경우가 많다.

## 역대 회장
| 대수   | 회장   | 소속                 | 재임 기간                         |
| ------ | ------ | -------------------- | --------------------------------- |
| 제1대  | 공정택 | 서울특별시교육감     | 2008년 1월 25일 ~ 2009년 11월 4일 |
| 제2대  | 설동근 | 부산광역시교육감     | 2009년 11월 5일 ~ 2010년 6월 30일 |
| 제3대  | 나근형 | 인천광역시교육감     | 2010년 7월 1일 ~ 2012년 6월 30일  |
| 제4대  | 고영진 | 경상남도교육감       | 2012년 7월 1일 ~ 2014년 6월 30일  |
| 제5대  | 장휘국 | 광주광역시교육감     | 2014년 7월 1일 ~ 2016년 6월 30일  |
| 제6대  | 이재정 | 경기도교육감         | 2016년 7월 1일 ~ 2018년 6월 30일  |
| 제7대  | 김승환 | 전라북도교육감       | 2018년 7월 3일 ~ 2020년 6월 30일  |
| 제8대  | 최교진 | 세종특별자치시교육감 | 2020년 7월 3일 ~ 2022년 6월 30일  |
| 제9대  | 조희연 | 서울특별시교육감     | 2022년 7월 1일 ~ 2024년 6월 30일  |
| 제10대 | 강은희 | 대구광역시교육감     | 2024년 7월 1일 ~                  |

## 같이 보기
- 대한민국시도지사협의회
- 대한민국시군자치구의회의장협의회
- 지방거점국립대학교총장협의회
- 지역중심국립대학교총장협의회
- 교육과학기술부